# 鹤边站
鹤边站是广州地铁14号线的在建车站，位于中国广东省广州市白云区鹤龙一路（106国道）与鹤边鹤龙一横路交叉口西北侧。

## 车站结构

### 车站楼层
本站共设有两层，总建筑面积约2.3万平方米。地面为车站各出入口，周边为鹤龙一路、云康路、鹤龙一横路及邻近建筑，地下一层为车站站厅；地下二层为14号线站台。
| 地下一层 | 站厅                       | 售票機、客服中心、商店、警务室、安检设施 |  |  |
| 地下二层 | 2 站台                     | █14号线 广州火车站方向（下站：马务）     |  |  |
|          | 岛式站台（卫生间、母婴室） |                                          |  |  |
|          | 1 站台                     | █14号线 东风方向（下站：鹤龙）           |  |  |

### 站台
本站设有一个岛式站台，位于鹤龙一路的地底。
另外，本站月台北端设有一条双列位存车线。

## 历史
14号线二期原规划未设有本站；后在原鹤南站南侧增设本站，直至14号线二期工程批复而落实兴建，在此期间被命名为创意园站。2025年7月，广州市交通运输局公示14号线二期初定站名，本站拟命名为鹤边站。
车站主体结构于2022年7月封顶，而车站存车线于2022年12月封顶。2025年7月，本站实现“三权”移交。